# Stenandrium irwinii
Stenandrium irwinii är en akantusväxtart som beskrevs av D.C. Wasshausen. Stenandrium irwinii ingår i släktet Stenandrium och familjen akantusväxter. Inga underarter finns listade i Catalogue of Life.